# Metanarsia guberlica
Metanarsia guberlica is een vlinder uit de familie tastermotten (Gelechiidae). De wetenschappelijke naam is voor het eerst geldig gepubliceerd in 2010 door Nupponen.
De soort komt voor in Europa.